# Anisopeplus perplexus
Anisopeplus perplexus är en skalbaggsart som beskrevs av Julius Melzer 1935. Anisopeplus perplexus ingår i släktet Anisopeplus och familjen långhorningar. Inga underarter finns listade i Catalogue of Life.